# 土屋義清
土屋 義清（つちや よしきよ）は、平安時代後期から鎌倉時代初期の相模国の武士。

## 概要
父は三浦氏の岡崎義実だが、母方の叔父にあたる中村氏の土屋宗遠の養子となった。当初は平氏に従ったが、治承4年（1180年）に源頼朝が挙兵すると実父・養父とその一族とともにこれに従った。文治5年（1189年）の奥州合戦にも義実や土肥実平らとともに従軍。建久10年（1199年）、梶原景時弾劾の66名に名を連ねる（梶原景時の変）。建暦2年（1212年）、法勝寺九重塔造営の成功によって大学権助に任じられる。建暦3年（1213年）の和田合戦では土肥維平や甥の岡崎実忠らとともに和田氏に属する。合戦では古郡保忠・朝比奈義秀とともに勇戦し鎌倉に乱入したが、鶴岡八幡宮の赤橋のあたりで流れ矢に当たって戦死した。
頼朝が鎌倉に入るとかつて義実が源義朝供養のために草堂を建立していた亀谷の地を相続し、治承5年（1181年）、頼朝が生母の法要を亀谷堂で行っている。後に亀谷堂の跡には寿福寺が建立されたが、義清の死後はその由縁があって同寺に葬られた。